# Zeilenorientierter Editor
Ein zeilenorientierter Editor ist ein Texteditor, dessen Befehle sich jeweils auf ganze, durch den Benutzer speziell bezeichnete Zeilen oder Zeilenfolgen einer Datei oder eines Datenstroms beziehen. Im Gegensatz zu heute üblichen visuellen Editoren wie Notepad++ oder Vim liefert ein solches Programm dem Benutzer keine direkte Rückmeldung zu vorgenommenen Änderungen. Stattdessen sieht er das Ergebnis erst nach Abschluss aller Befehle.
Einer der ersten zeilenorientierten Editoren war Colossal Typewriter, der auf einer PDP-1 lief.
Bekannte zeilenorientierte Editoren in der Unix-Welt sind ed und ex; der auf ex basierende vi verfügt wie seine Erweiterung Vim über einen Ex-Modus. Im MS-DOS-Umfeld war EDLIN ein gängiger Editor dieser Gattung.
Diese Art von Texteditoren ist für Ungeübte oft gewöhnungsbedürftig. Sie wurden häufig zum Editieren von Texten auf durch ein Rechnernetz verbundenen Rechnern verwendet. In Fällen, wo als Benutzerschnittstelle ein Fernschreiber anstatt Bildschirm und PC-Tastatur vorhanden war, ist das Bearbeiten einer Datei oft nur mit Hilfe eines zeilenorientierten Editors möglich gewesen.